# Aleksandr Zgouridi
Aleksandr Mikhaïlovitch Zgouridi (en russe : Александр Михайлович Згуриди) est un réalisateur et un scénariste soviétique, né le 23 février 1904 à Saratov, dans l'Empire russe, et décédé le 16 septembre 1998 à Moscou, en Russie.

## Biographie
Fils d'une famille d'origine grecque, il perdit ses parents très jeune et dut faire quantité de «petites boulots» pour survivre. Passionné par la peinture, la musique, le droit, la technique cinématographique et le sport, il suivit des études de droit à l'université de Saratov. Lorsqu'il fut titulaire de son diplôme, il exerça le métier d'avocat. Vers 1930, il rencontra un ami d'enfance sur un stade qui lui permit d'entrer dans un laboratoire de films scientifiques puis de le diriger à l'institut de microbiologie et d'épidémiologie de sa ville natale. Son premier court-métrage documentaire, en 1931, est consacré aux strongles, vers parasites des chevaux.
En 1932, il continua de tourner au studio central de vulgarisation scientifique et de films éducatifs à Moscou de brèves bandes sur la biologie marine ou sur la vie des oiseaux, de leur naissance jusqu'à ce que les poussins deviennent autonomes, le long du cours inférieur de la Volga. La documentation obtenue servit à monter deux films : Sentinelle ailée et Sur la Volga en 1936.
Ses premiers longs métrages furent Au fond des mers, en 1938, le premier de cette durée sur la nature, et La Force de la vie en 1941. Avant 1965 il a surtout tourné des documentaires comme celui sur les castors en 1949 où ces jeunes animaux ont été filmés dans leur hutte grâce à l'installation d'une paroi en verre. D'autres entraînèrent le réalisateur et les spectateurs autour du monde : au Pôle Nord pour Au cœur de l'Arctique en 1953, en Polynésie pour Dans le Pacifique en 1957, en Chine pour Sur la piste de la jungle en 1959, sur des chantiers de fouilles en Sibérie pour Chers ancêtres en 1962, dans les mers du Sud pour L'Île merveilleuse en 1966, dans la toundra pour La Symphonie de la forêt en 1967.
Ensuite il réalisa des fictions. Après avoir adapté Jack London avec Croc-Blanc en 1946, il adapta son «pendant canadien», James Oliver Curwood, avec En pleine nature, où coulent les rivières en 1987. À partir de 1947, il enseigna au VGIK et en devint le directeur administratif et un professeur en 1966, département des sciences populaires, à Moscou, où il eut, entre autres élèves, Alexandre Sokourov et Rabah Bouberras. En 1960, à Mosnauchfilm, plus tard Tsentrnauchfilm, il devint directeur de «Orbit» une association créative de films de vulgarisation scientifique à Moscou dont il resta, de 1968 à 1975, le directeur et le responsable du programme de télévision Dans le monde animal.
De 1958 à 1962 il fut vice-président et président de l'Association internationale du cinéma scientifique, son président à partir de 1971 et de 1958 à 1965 il assura la fonction de vice-président du comité d'organisation de l'union des travailleurs de la cinématographie soviétique.
En 1988, il fut président du jury du Festival international Cinéma et Monde rural d'Aurillac.
Il est enterré dans le cimetière de Novodevitchi à Moscou.
Après sa disparition, son émission Dans le monde animal sera présentée par Vassili Peskov et Nikolaï Drozdov jusqu'à la dislocation de l'URSS.

## Filmographie

### Réalisateur
- 1931 : Strongles ou stongles? documentaire.
- 1936 : Sentinelle ailée.
- 1936 : Sur la Volga.
- 1938 : Au fond des mers.
- 1941 : La Force de la vie.
- 1943 : Dans les sables de l'Asie centrale ou Sables de mort, documentaire.
- 1946 : Croc-Blanc.
- 1949 : Histoire de la forêt, documentaire.
- 1949 : Il était 3 petits castors, documentaire.
- 1950 : Les Secrets de la nature, documentaire réalisé avec D. Israel, M. Berman et Boris Dolin.
- 1953 : Au cœur de l'Arctique, documentaire.
- 1955 : Histoire du géant de la forêt, documentaire.
- 1957 : Dans le Pacifique, documentaire.
- 1959 : Sur la piste de la jungle, documentaire.
- 1962 : Chers ancêtres, documentaire.
- 1964 : L'Île enchantée, documentaire.
- 1967 : La Symphonie de la forêt, documentaire.
- 1970 : La Montagne noire (en russe : Чёрная гора) réalisé avec Myssore Chrivinas Sathiou.
- 1973 : La Vie sauvage du Gondwana.
- 1975 : Rikki-Tikki-Tavi.
- 1982 : La Forteresse réalisé avec Nana Kldiachvili.
- 1985 : La Favorite réalisé avec Nana Kldiachvili.
- 1987 : En pleine nature, où coulent les rivières réalisé avec Nana Kldiachvili.
- 1991 : Le Bonheur du chien.
- 1993 : Ballerina réalisé avec Nana Kldiachvili.
- 1995 : Lisa et Elise réalisé avec Nana Kldiachvili.

### Scénariste
- 1943 : Dans les sables de l'Asie centrale.
- 1946 : Croc-Blanc d'après Jack London.
- 1949 : Histoire de la forêt.
- 1950 : Les Secrets de la nature.
- 1953 : Au cœur de l'arctique.
- 1957 : Les Merveilles du Pacifique avec Nikolaï Chpikovski.
- 1964 : L'Île enchantée.
- 1970 : La Montagne noire.
- 1975 : Rikki-Tikki-Tavi avec Nana Kldiachvili d'après Rudyard Kipling.
- 1982 : La Forteresse avec Nana Kldiachvili.
- 1985 : La Favorite avec Nana Kldiachvili d'après Alexandre Kouprine.
- 1987 : En pleine nature, où coulent les rivières avec Nana Kldiachvili d'après James Oliver Curwood.
- 1993 : Ballerina avec Nana Kldiachvili.
- 1995 : Lisa et Elise avec Nana Kldiachvili.

### Producteur
- 1953 : Au cœur de l'Arctique.
- 1957 : Les Merveilles du Pacifique.

## Autres écrits
- 1961 : Dans le monde des animaux.
- 1962 : Sur la piste de la jungle.
- 1968 : Pages autobiographiques.
- 1976 : Au pays des glaces éternelles.
- 1983 : La Vie de la science.

## Distinctions
- 23 mai 1940 : il devient récipiendaire de l'ordre de l'Insigne d'Honneur.
- 1941: prix Staline pour le long métrage La Force de la vie.
- 1946 : prix Staline pour le film Dans les sables de l'Asie centrale.
- 1946 : prix de la critique internationale au meilleur documentaire Dans les sables de l'Asie centrale à la Mostra de Venise.
- 1950 : prix Staline, pour le film Histoire de la forêt (Лесная быль, 1949).
- 3 juin 1950 : ordre du Drapeau rouge.
- 1953 : prix au Festival du film de Londres pour Au cœur de l'Arctique.
- 1953 : prix au Festival international du film d'Édimbourg pour Au cœur de l'Arctique.
- 1953 : prix du meilleur film éducatif au Festival international du film de Karlovy Vary pour Histoire de la forêt.
- 1953 : prix au Festival international du film de Locarno pour Au cœur de l'Arctique.
- 1957 : Robot d'or, premier prix au festival du film de spécialités à Rome pour Les Merveilles du pacifique.
- 1958 : premier prix au festival de toute l'Union à Moscou pour Les merveilles du pacifique.
- 1958 : Diplôme honorifique au festival de l'association internationale du cinéma scientifique.
- 1960 : diplôme d'honneur au Festival du film de Londres pour Sur la piste de la jungle.
- 1960 : premier prix du jury au festival de toute l'Union à Minsk pour Sur la piste de la jungle.
- 1960 : diplôme d'honneur au festival du film à Oxford (Royaume-Uni ou Mississippi ?) pour Sur la piste de la jungle.
- 1960 : lauréat du prix Lomonossov, premier degré, de l'université de Moscou pour Sur la piste de la jungle.
- 1962 : diplôme d'honneur au Festival international du film de Varsovie pour Chers ancêtres.
- 1962 : un prix à la Mostra de Venise pour Chers ancêtres.
- 21 février 1964 : ordre du Drapeau rouge.
- 1965 : Lion d'or de Saint-Marc à la Mostra de Venise pour L'Île enchantée en tant que meilleur documentaire.
- 1969 : Artiste du peuple de l'URSS.
- 1969 : prix d'État de la république socialiste fédérative soviétique de Russie des frères Vassiliev.
- 22 février 1974 : ordre du Drapeau rouge.
- 1982 : prix du jury des films pour enfants au Festival international FEST-82 de Yougoslavie pour Rikki-Tikki-Tavi.
- 1982 : prix du ministère de la protection des forêts de la république socialiste soviétique d'Estonie pour le film La Forteresse.
- 22 février 1984 : ordre de Lenine.
- 14 décembre 1990 : ordre de Lenine.
- 14 décembre 1990 : Héros du travail socialiste
- 1994 : prix spécial du jury pour la meilleure performance des enfants dans les rôles principaux au Festival international du film pour enfants de Chicago, (CICFF), pour Ballerina.
- 1996 : prix Bélier d'or (Золотой овен) dans la catégorie Le Cinéaste du siècle (Человек кинематографического века).